# RG7834
RG7834 — первый в своем классе селективный и доступный для перорального применения низкомолекулярный ингибитор экспрессии вируса гепатита В
Было обнаружено, что химическое ингибирование неканонической поли (A) полимеразы PAPD5 с помощью RG7834 восстанавливает уровни теломеразной РНК (TERC), восстанавливает правильную локализацию теломеразы в мутировавших клетках от больных с врождённым дискератозом и или же с истощением рибонуклеазы ответственной за расщепление поли(А)-хвоста теломеразной РНК. И этого оказалось достаточно для удлинения теломер и улучшения фенотипов, которые обычно связаны с укорочением теломер.
Когда стволовые клетки крови человека, сконструированные для переноса мутации, вызывающей врожденный дискератоз, были ксенотрансплантированы в мышей с иммунодефицитом, лечением с помощью RG7834 перорально, удалось избежать снижения уровня теломеразной РНК и длины теломер у подопытных животных.